# Пьяный узел
Пья́ный у́зел (англ. Tom Fool’s Knot) — морской серединный временный узел, который использовали в качестве наручников для усмирения буйных матросов. Петли узла накидывали на руки и затягивали руки за спиной, потянув за коренные концы верёвки, а на груди крепили концы дополнительным узлом. Пьяный узел плохо справляется со своим предназначением, плохо затягивается и закрепляет, если преступник оказывает сопротивление задержанию, поэтому для этой цели был изобретён улучшенный узел — кандальный.
На флоте узел применяли для скорого крепления снастей за два, отделённых друг от друга, объекта. В быту этот узел применяли для связывания копыт лошади, что позволяло животному пастись всю ночь и не ускакать далеко. Чаще всего пьяный узел использовали для фокусов, чтобы, например, заинтересовать узловязанием, однако, следует заранее предупредить об опасности здоровью от использования узла в течение длительного времени. Так, на лицевой обложке «Книги узлов Эшли» 1944 года издания размещено изображение пьяного узла.
Если морской пьяный узел завязывают на ходовом конце верёвки, то получают отдельный бытовой узел для привязывания лошади — развязывающийся бегущий простой узел.
Два похожих узла часто путают между собой — пьяный и кандальный узлы. Однако, эти узлы завязаны по-разному и состоят из разных элементов. Пьяный узел состоит из шлага, а кандальный узел из выбленочного узла.

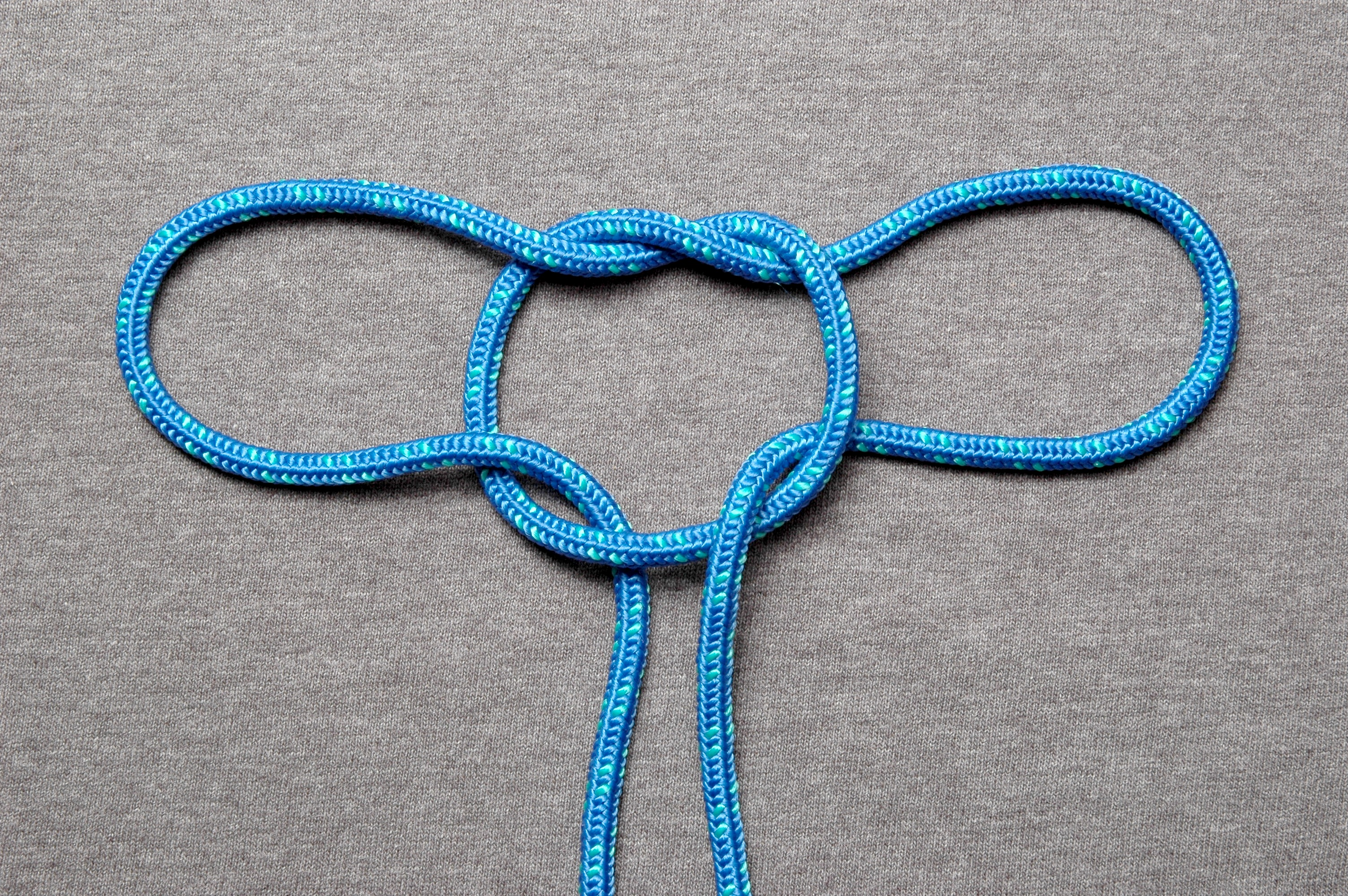
Пьяный узел
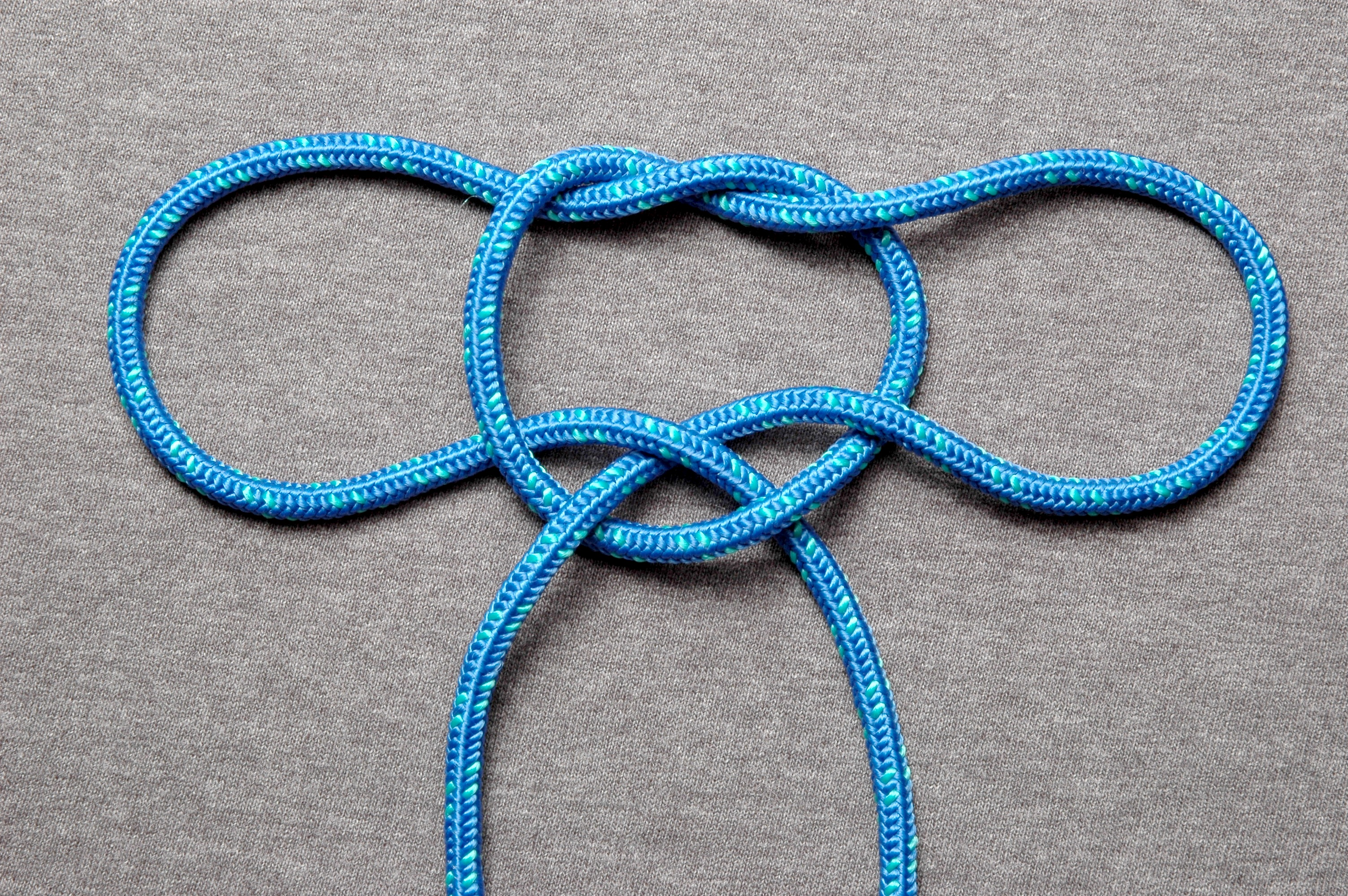
Кандальный узел

## Способ завязывания
Существуют несколько способов завязывания:
- Морской способ[7] — взять середину[4] верёвки так, чтобы на обращённых к себе ладонях верёвка располагалась бы на внешней стороне левой ладони и внутренней стороне правой ладони; совместить ладони и ухватить пальцами левой руки верёвку на правой ладони, а пальцами правой руки верёвку левой ладони; продеть руки преступника в петли и затянуть, потянув за коренные концы верёвки; обернуть концы вокруг тела и завязать фиксирующий концы узел на груди.

Ошибки при завязывании
Легко ошибиться в начале завязывания, сформировав выбленочный узел, получается кандальный, вместо пьяного, узел.
Способ развязывания
Потянуть за петли.

## Признаки
Плюсы
- Быстро завязывать
- Легко развязывать после приложенной нагрузки

Минусы
- Плохо затягивается и закрепляет[7]
- Должны быть задействованы обе петли
- Необходим дополнительный фиксирующий (контрольный) узел коренными концами верёвки
- Несколько способов завязывания
- Легко ошибиться при завязывании

## Применение
В морском деле
- Связывание запястий пьяных матросов
- Скорое крепление снастей за два, отделённых друг от друга, объекта
- Показ фокусов

В быту
- Крепление копыт лошади для ограниченного ночного выпаса